# 地理标签

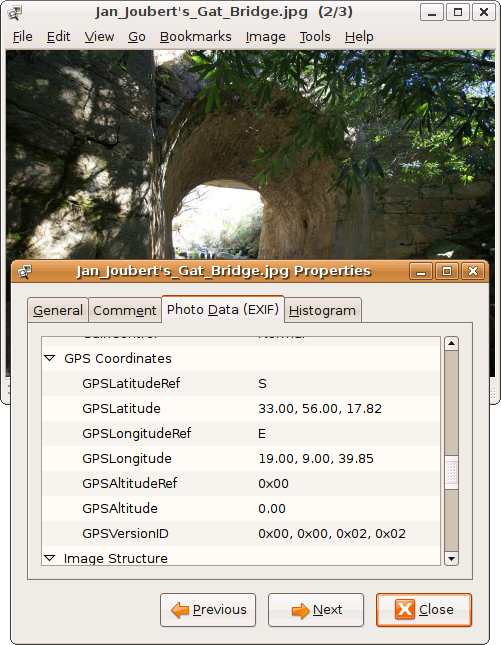
用软件gThumb显示JPEG图片中的地理标签信息

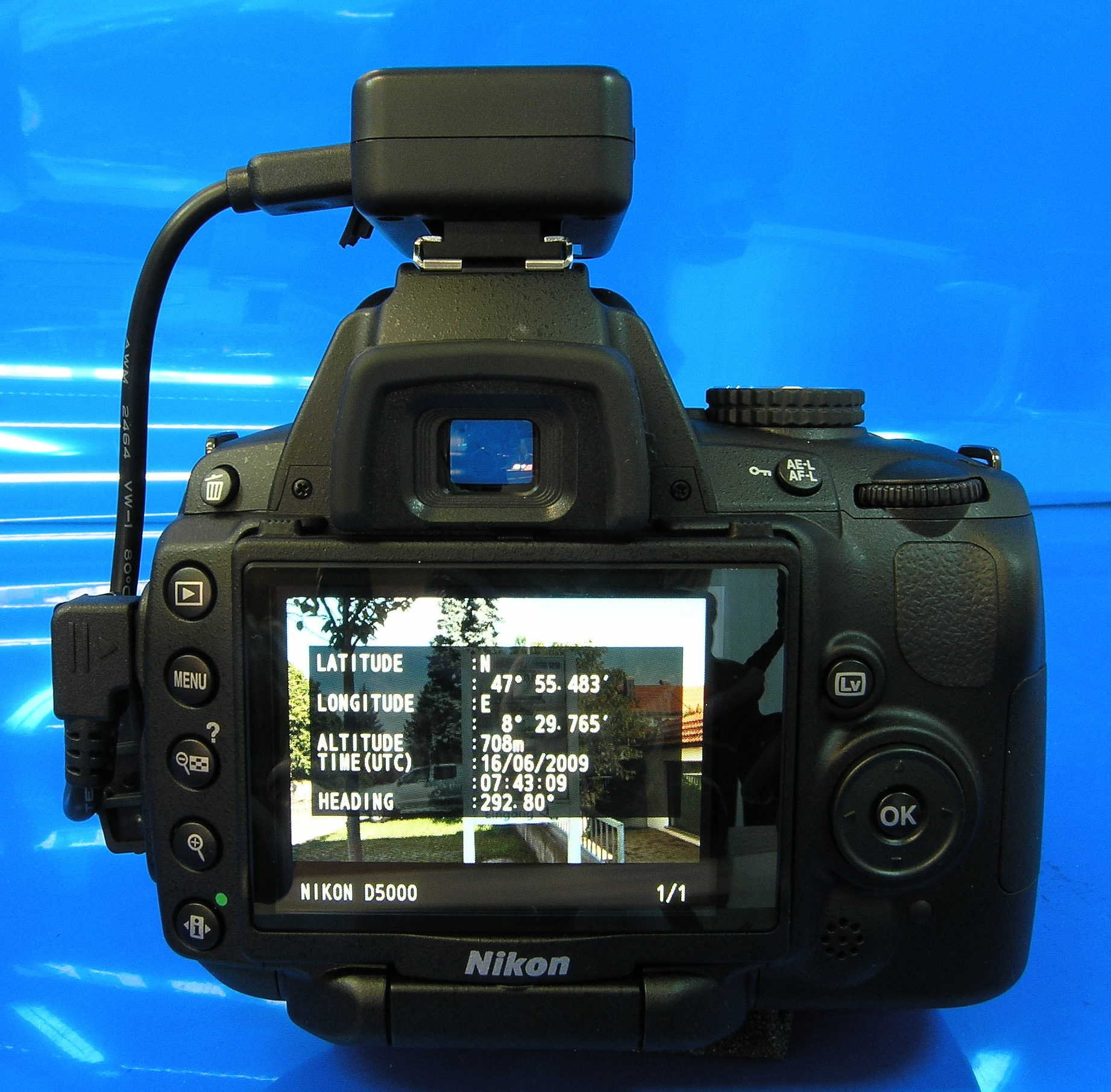
尼康D5000数码单反相机安装地理标签机"Solmeta N2"

地理标签是指给各种媒体（如：地理标记的照片或视频、网站、短信、QR码或RSS频道）中加入地理识别元数据的过程，是地理空间元数据的一种形式。 这些数据通常由经纬度坐标构成，此外还可以包括海拔、方位、距离、精确度数据和地名，还有可能包含时间戳。
地理标签可以帮助用户从设备中找到各种各样的特定的位置信息。例如，某人可以通过在合适的图像搜索引擎中输入经纬度坐标，来查找在特定位置附近拍摄的图像。支持地理标签的信息服务也可能用于查找基于位置的新闻、网站或其他资源。地理标签可以告诉用户给定图片在其它媒体的位置内容或视点，相反地，也可以在某些媒体平台上显示与给定位置相关的媒体。
相关术语 地理坐标化 指的是采取不基于地理标识（例如：街道地址）的协助，找到相关经纬度（反之亦然，如：逆向地理编码）。这些技术可以与地理标记一起使用，以提供替代的搜索技术。